# Orgilus mimicus
Orgilus mimicus är en stekelart som beskrevs av Muesebeck 1970. Orgilus mimicus ingår i släktet Orgilus och familjen bracksteklar. Inga underarter finns listade i Catalogue of Life.